# Мальмёнская соборная мечеть

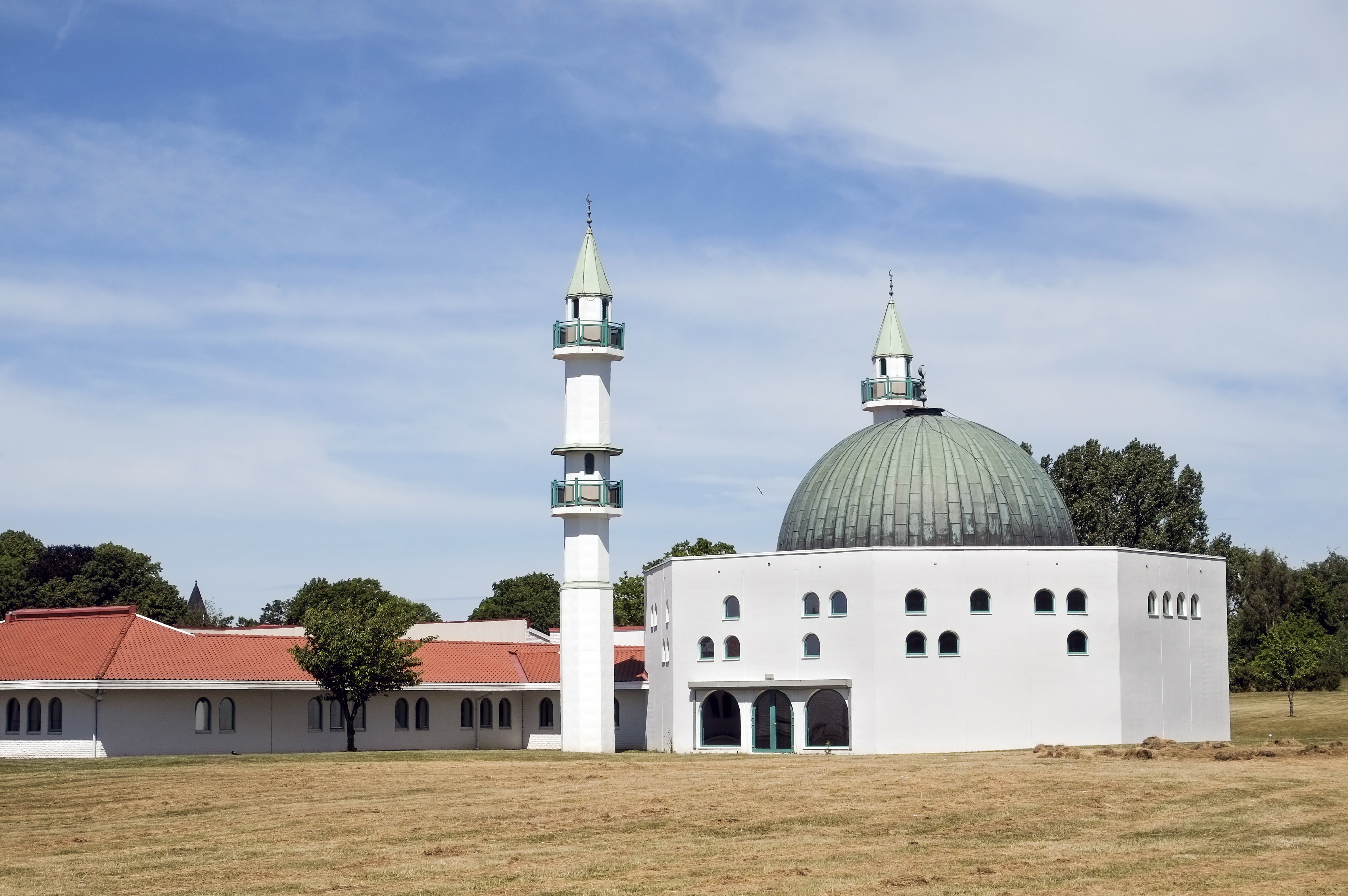
Мальмёнская соборная мечеть

Мальмёнская соборная мечеть — одна из главных мечетей в Швеции. Расположена pайоне Мальмё - Хусие (Husie). Была открыта в 1984 году как первая мечеть в Скандинавии. Смежный с мечетью Исламский центр содержит исламскую школу — медресе, а также библиотеку. Мечеть служит местом для молитв приблизительно для 55 000 мусульман, живущих в регионе.

## История инцидентов
На мечеть было совершено три нападения (поджога). При поджоге, сделанном 28 апреля 2003 года мечеть была сильно повреждена, а другие здания, в том числе исламский центр, были полностью разрушены. 18 сентября и 21 октября 2005 года огонь был быстро локализован, нанеся незначительные повреждения.